# Gnophomyia duplex
Gnophomyia duplex är en tvåvingeart som beskrevs av Alexander 1937. Gnophomyia duplex ingår i släktet Gnophomyia och familjen småharkrankar.
Artens utbredningsområde är Peru. Inga underarter finns listade i Catalogue of Life.